# 小行星7958
小行星7958（英語：7958 Leakey）是一颗围绕太阳公转的小行星。1994年6月5日，卡罗琳·舒梅克、尤金·舒梅克在帕洛马山发现了此天体。
这颗小行星的绝对星等为154.03831等。